# Günther Schödel
Günther Schödel (* 5. August 1922 in Berlin-Schöneberg; † 22. Dezember 2015 in Berchtesgaden) war ein Botschafter der Bundesrepublik Deutschland.

## Leben
Günther Schödels Eltern hatten in den 1920er Jahren ein Haus in Bischofswiesen gebaut. Er wurde bereits vor seinem 18. Geburtstag von der Wehrmacht zum Kriegsdienst verpflichtet. Nach Kriegsende und -gefangenschaft absolvierte er ein Jura- und Volkswirtschaftsstudium. Darauf bewarb er sich im Auswärtigen Amt, wo kurz zuvor der neue Diplomatische Dienst für Deutschland eröffnet worden war, und bekam sofort einen Posten.
Günther Schödel vertrat die Bundesrepublik Deutschland 35 Jahre lang im Ausland, lebte mit seiner Frau, Tochter eines deutschen Konsuls in China, und fünf Kindern in Bangkok und Jakarta, in Rio de Janeiro, China und in Indien. Seine Pensionierung erfolgte 1987. Lebensmittelpunkt war von da an das Elternhaus in Bischofswiesen.
1980 rettete er 58-jährig, damals Botschafter in Peking, einem verletzten Jungen das Leben, indem er ihn aus dem Wasser barg und anschließend ärztliche Hilfe holte, während seine Frau sich um das verwundete Kind kümmerte.
Seit 1989 bis zuletzt war Günther Schödel Lehrbeauftragter für Internationale Politik an der Hochschule für Politik München, speziell für Wirtschaft und Politik in Asien.
Für sein berufliches Wirken wurde er mit dem Großen Bundesverdienstkreuz der Bundesrepublik Deutschland ausgezeichnet.
2013 wurde er zum Ehrenmitglied der Gesellschaft für Außenpolitik in München ernannt, in der er seit 1988 Mitglied war, dann lange Jahre in ihrem Vorstand und seit 2004 im Kuratorium.
Nach seinem Tod 2015 wurde Günther Schödel auf dem Bergfriedhof in Schönau am Königssee beerdigt.